# Oostenrijk op de Olympische Zomerspelen 1896
Drie sporters uit Oostenrijk namen deel aan de in Athene (Griekenland) gehouden Olympische Zomerspelen 1896. Hoewel Oostenrijk destijds een onderdeel was van de dubbelmonarchie Oostenrijk-Hongarije, wordt de Oostenrijkse deelname meestal opgevat als gescheiden van de Hongaarse deelname.
De Oostenrijkers eindigde op de zevende positie in het medailleklassement met vijf medailles waarvan twee gouden.

## Medailleoverzicht
(m) = mannen
| Sport      | Olympiër        | Discipline          | Medaille |
| ---------- | --------------- | ------------------- | -------- |
| Wielrennen | Adolf Schmal    | 12u (m)             | Goud     |
| Zwemmen    | Paul Neumann    | 500m vrije slag (m) | Goud     |
| Zwemmen    | Otto Herschmann | 100m vrije slag (m) | Zilver   |
| Wielrennen | Adolf Schmal    | 333m (m)            | Brons    |
| Wielrennen | Adolf Schmal    | 10km (m)            | Brons    |

## Deelnemers en resultaten

### Schermen
Adolf Schmal nam naast zijn deelname bij het schermen ook deel bij het wielrennen.
| Olympiër     | Discipline | Resultaat | Prestatie                                                                                         |
| ------------ | ---------- | --------- | ------------------------------------------------------------------------------------------------- |
| Adolf Schmal | sabel (m)  | 4e        | V van GRE Karakalos: 0-3 V van GRE Georgiadis: 2-3 W van GRE Iatridis: 3-2 V van DEN Nielsen: 2-3 |

### Wielersport
Alle medailles die Adolf Schmal won, won hij bij het wielrennen, alhoewel hij ook nog bij het schermen (sabel) deelnam. Hij deed mee aan vier onderdelen waarbij hij er op drie een medaille behaalde.
| Olympiër     | Discipline | Resultaat | Prestatie                           |
| ------------ | ---------- | --------- | ----------------------------------- |
| Adolf Schmal | 333m (m)   | Brons     | 2de in 26,0 (race-off: 2de in 26,6) |
| Adolf Schmal | 10km (m)   | Brons     |                                     |
| Adolf Schmal | 100km (m)  | DNF       | niet gefinisht                      |
| Adolf Schmal | 12u (m)    | Goud      | 295,30km                            |

### Zwemmen
Twee Oostenrijkse zwemmers namen deel die ieder een medaille wonnen.
| Olympiër        | Discipline           | Resultaat | Prestatie      |
| --------------- | -------------------- | --------- | -------------- |
| Otto Herschmann | 100m vrije slag (m)  | Zilver    | 1.22,8         |
| Otto Herschmann | 500m vrije slag (m)  | DNS       | niet gestart   |
| Paul Neumann    | 500m vrije slag (m)  | Goud      | 8.12,6         |
| Paul Neumann    | 1200m vrije slag (m) | DNF       | niet gefinisht |

Australië · Bulgarije · Chili · Denemarken · Duitsland · Frankrijk · Griekenland · Groot-Brittannië · Hongarije · Italië · Oostenrijk · Verenigde Staten · Zweden · Zwitserland · Gemengde teams